# Massimo Botti
Massimo Botti (Piacenza, 23 maggio 1973) è un allenatore di pallavolo ed ex pallavolista italiano, di ruolo centrale, tecnico dell'LKPS.

## Palmarès

### Giocatore

#### Club
- Campionato italiano: 1

1991-92, 1992-93
- Coppa Italia: 1

1991-92
- Campionato italiano A2: 1

2007-2008
- Coppa Italia di Serie A2: 1

2007-08
- Coppa CEV: 2

1991-92, 1994-95
- Challenge Cup: 1

2009-10

### Allenatore

#### Club
- Campionato polacco: 1

2024-25
- Coppa Italia: 1

2022-23
- Coppa Italia di Serie A2: 1

2018-19
- Challenge Cup: 1

2024-25

#### Premi individuali
- 2019 - Serie A2: Miglior allenatore